# Teateråret 1978

## Händelser

### Juni
- Juni - Jönköpings länsteater startas.[1]

### Okänt datum
- Komikergruppen Galenskaparna bildas och då som nu bestående av; Claes Eriksson, Anders Eriksson och Kerstin Granlund.

## Årets uppsättningar

### Augusti
- 26 augusti - Gatumusikalen Mullvadsoperan uppförs vid Mariatorget och Krukmakargatan i Stockholm.

### Oktober
- 27 oktober - Leonod Solovjejs Skälmen från Bokhara, i regi av Eva Bergman, blir första pjäs att spelas på Backa Teater i Göteborg [2].

### Okänt datum
- Botho Strauss' pjäs Stort och smått har urpremiär
- Staffan Göthes pjäs Den feruketansvärda semällen har urpremiär

## Priser och utmärkelser
- O'Neill-stipendiet tilldelas Ingvar Kjellson.
- Thaliapriset tilldelas Margaretha Krook.
- Svenska teaterkritikernas pris tilldelas Per Verner-Carlsson.